# American Comics Group
Pour les articles homonymes, voir ACG.
American Comics Group (ACG) est une maison d'édition américaine de comic books fondée en 1939 par Benjamin W. Sangor qui exista sous ce nom de 1943 à 1967.

## Historique
De 1948 à 1967, ACG est la propriété de Benjamin W. Sangor, Fred Iger et, au début des années 1960, d'Harry Donenfeld (beau-père de Fred Iger) qui est aussi à la tête de National Periodical Publications (qui deviendra DC Comics) jusqu'à ce que ce dernier soit sévèrement handicapé et se retire des affaires à la suite d'un accident en 1962.
D'abord spécialisé dans les funny animals et la bande dessinée pour enfant, ACG construit ensuite son succès avec les comic books à l'eau de rose et ceux d'horreur. Il publie entre autres la première série de bande dessinée d'horreur, Adventures into the Unknown.
Dans les années 1960, le personnage le plus connu publié par ACG est Herbie Popnecker qui est d'abord la vedette dans Forbidden Worlds avant d'obtenir son propre titre et de devenir un super-heros nommé the Fat Fury.
Les publications d'ACG étaient distribuées par Independent News Company qui faisait partie de  DC Comics et qui distribuait aussi les publications de cette dernière.

## Principaux titres
- Adventures into the Unknown (174 numéros, 1948-1967)
- Cookie (55 numéros, 1946-1955)
- Forbidden Worlds (en) (145 numéros, 1951-1967)
- Giggle Comics (en) (99 numéros, 1943-1955)
- Ha Ha Comics (99 numéros, 1943-1955)
- Herbie (en) (23 numéros, 1964-1967)
- The Kilroys (54 numéros, 1947-1955)
- Lovelorn (75 numéros, 1949-1956)
- Romantic Adventures (numéros 1 à 48, 1949-1954)[2], renommé d'abord My Romantic Adventures en couverture, mais pas dans l'ours (numéros 49 à 71, 1954-1956)[3], puis aussi dans l'ours (numéros 72 à 138, 1956-1964)[3]
- Unknown Worlds (57 numéros, 1960-1967)
- Wrangler Great Moments in Rodeo (50 numéros, 1955-1966)